# Maciej Kazimierz Jeleński
Maciej Kazimierz Jeleński herbu własnego – skarbnik brasławski w latach 1685–1713, pisarz grodzki wiłkomierski w latach 1709–1713.
Deputat powiatu brasławskiego do rady stanu rycerskiego rokoszu łowickiego w 1697 roku.